# Амстердам (Охајо)
Амстердам (енгл. Amsterdam) град је у америчкој савезној држави Охајо.

## Демографија
По попису из 2010. године број становника је 511, што је 57 (-10,0%) становника мање него 2000. године.
| Група             | 2000.       | 2010.       |
| Белци             | 558 (98,2%) | 503 (98,4%) |
| Афроамериканци    | 1 (0,2%)    | 0 (0,0%)    |
| Азијати           | 0 (0,0%)    | 1 (0,2%)    |
| Хиспаноамериканци | 2 (0,4%)    | 5 (1,0%)    |
| Укупно            | 568         | 511         |